# Подкомментарии (Тхеравада)
Подкомментарии (пали ṭīkā) представляют собой в основном комментарии к комментариям (пали aṭṭhakathā) Палийского канона Тхеравады. Эта литература продолжает развитие комментариев к традиционному толкованию Священных буддийских писаний. Эти дополнительные комментарии начали создаваться во время правления Паракрамабаху I (1123–1186) под руководством выдающихся шри-ланкийских учёных, таких как Сарипутта Тхера, Махакассапа Тхера из Димбулагала Вихары и Моггаллана Тхера.

## Бирманская коллекция
В официальную бирманскую коллекцию входят следующие тексты:
- пали Paramatthamañjusā, тика Дхаммапалы на Висуддхимаггу Буддхагхоши
- три тика пали Samantapāsādikā, комментарии на Виная-питаку
  - пали Vajirabuddhi
  - пали Sāratthadīpanī Сарипутты Тхеры[англ.] (XII век)
  - пали Vimativinodanī Махакассапы Тхеры[англ.] (XIII век)
- Два тика на пали Kankhavitarani, комментарии на Патимоккху
- Тика Дхаммапалы на пали Sumangalavilasinī, пали Papancasudanī, и пали Saratthapakasini, комментариям Буддхагхоши к Дигха-никая, Маджхима-никая и Самъютта-никая.
- пали Visuddha(jana)vilasini, написанная Нанабхивамшей, главой бирманской сангхи, около 1800 г.; новая частичная тика на пали Kankhavitarani, охватывающая только первый том Дигха-никаи
- пали Saratthamanjusa Сарипутты Тхеры на комментарий к Ангуттаре-никае пали Manorathapurani Буддхагхоши
- пали Nettitīkā на комментарий Дхаммапалы к Неттипакаране[англ.]
- пали Nettivibhavini бирманского писателя XVI века, имя которого в разных рукописях указывается как пали  Saddhamma, Samanta-, Sambandha-pala; это не новый комментарий на комментарий к Неттипакаране, но новый комментарий на само оригинальное произведение
- пали Mūlatīkā Ананды на комментарии к Абхидхамма-питаке
- пали Anutīkā, на пали Mūlatīkā.

Есть и другие подкомментарии, не имеющие официального признания: одни напечатаны, другие сохранились в рукописном виде, некоторые утрачены. Название тика также применяется к комментариям ко всем неканоническим произведениям, таким как Махавамса. Есть также некоторые дополнительные комментарии на местных языках.